# Tristan Tafel
Tristan Tafel (Canmore, 26 februari 1990) is een Canadese freestyleskiër.

## Carrière
Tafel maakte zijn wereldbekerdebuut in februari 2011 in The Blue Mountains. In december 2011 scoorde hij, in Innichen, dankzij een negende plaats zijn eerste wereldbekerpunten. Op 25 februari 2012 boekte de Canadees in Bischofswiesen zijn eerste wereldbekerzege. Op de wereldkampioenschappen freestyleskiën 2013 in Voss eindigde Tafel als negende op de skicross.

## Resultaten

### Wereldkampioenschappen
| Jaar | Plaats | Resultaten  |
| ---- | ------ | ----------- |
| 2013 | Voss   | 9e Skicross |

### Wereldbeker
Eindklasseringen
| Seizoen   | Algm | SX  |
| --------- | ---- | --- |
| 2011/2012 | 45e  | 15e |
| 2012/2013 | 64e  | 15e |

Wereldbekerzeges
| Datum            | Plaats         | Onderdeel |
| ---------------- | -------------- | --------- |
| 25 februari 2012 | Bischofswiesen | Skicross  |